# Richard Anger
Richard Anger (* 8. Januar 1873 in Werden; † 28. Februar 1938 in Berlin-Zehlendorf) war ein deutscher Maschinenbauingenieur, preußischer Baubeamter und Hochschullehrer.

## Leben
Nach dem Besuch des Gymnasiums studierte Richard Anger ab 1892 Maschinenbau an der Technischen Hochschule (Berlin-)Charlottenburg, wo er im Jahr 1896 das erste Staatsexamen bestand und den Vorbereitungsdienst als Regierungsbauführer (Referendar) begann. 1900 legte er das zweite Staatsexamen ab und wurde zum Regierungsbaumeister (Assessor in der öffentlichen Bauverwaltung) ernannt. Mit Jahresbeginn 1901 trat er in den preußischen Staatsdienst ein und arbeitete bei der Königlichen Eisenbahndirektion Berlin. 1907 wechselte er in die Eisenbahnabteilungen des preußischen Ministeriums der öffentlichen Arbeiten. In den Kriegsjahren arbeitete Richard Anger von 1914 bis 1917 im Eisenbahn-Zentralamt, wo er Dezernent für Brems- und Kupplungswesen wurde.
Bereits in seiner Zeit bei der Eisenbahndirektion Berlin wurde Richard Anger im Jahr 1905 ständiger Assistent und zeitweiliger Vertreter des Lehrstuhls für Verbrennungstechnik und Dampfkesselbau in der Abteilung III für Maschinen-Ingenieurwesen der Technischen Hochschule Charlottenburg. Schwerpunkt seiner Vorlesungen war der Eisenbahnbau.
1917 kehrte er zurück ins preußische Ministerium der öffentlichen Arbeiten, wo er im darauffolgenden Jahr zum Geheimen Baurat und 1919 zum Oberbau- und Ministerialdirektor befördert wurde. 1923 wurde Richard Anger zusätzlich auch Präsident des Technischen Oberprüfungsamts in Berlin.
Als 1924 die Deutsche Reichsbahn-Gesellschaft gegründet wurde, wurde Anger deren Vorstandsmitglied und Direktor der maschinentechnischen Abteilung. Im Alter von 65 Jahren ging er 1938 aus gesundheitlichen Gründen in den Ruhestand und starb noch im gleichen Monat in Berlin-Zehlendorf. Er war Förderndes Mitglied der SS.

## Schriften (Auswahl)
- (als Mitherausgeber): Gleis-Verbindung. Weichen und Kreuzungen, Drehscheiben und Schiebebühnen. 1. Auflage, Leipzig, o. J. / 2. Auflage, Leipzig 1908.

## Ehrungen
- Offizierskreuz des königlich italienischen St.-Mauritius- und Lazarus-Ordens
- Ritterkreuz I. Klasse des königlich schwedischen Wasaordens
- Ritterkreuz I. Klasse des königlich württembergischen Friedrichs-Ordens
- 1924: Ehrendoktorwürde der Technischen Hochschule Karlsruhe aufgrund seiner Verdienste um die Entwicklung des Eisenbahnmaschinenwesens